# Ami du mystère
Ami du mystère est le premier album de la série L'Œil de la Nuit. Cette bande-dessinée, écrite par Serge Lehman et dessinée par Gess, est parue le 21 janvier 2015 aux Éditions Delcourt.
Elle met en scène la genèse du surhomme Nyctalope – renommé l'Œil de la Nuit – un héros français du début du XXe siècle créé par le romancier Jean de La Hire.

## Auteurs
- Scénariste : Serge Lehman
- Dessinateur : Gess
- Couleur : Delf
- Couverture : Benjamin Carré

## Genèse de la bande dessinée
Après avoir publié La Brigade chimérique en 2009, dans laquelle il rend hommage aux héros de la littérature populaire du début du XXe siècle, Serge Lehman a voulu raconter les origines d'un des personnages principaux le Nyctalope.
Sortie initialement prévue au 23 avril 2014, elle fut repoussée au 21 janvier 2015 après qu'un ayant droit s'opposa à la parution. La bande-dessinée qui devait s'appeler Les Étranges Aventures du Nyctalope, l'ami du mystère fut alors renommée L'Œil de la Nuit. Ami du mystère. Ainsi, n'ayant pas les droits, Serge Lehman dut également renommer les personnages du roman de Jean de La Hire : celui-ci, qui apparaît dans l'album, s'appelle La Forge, Léo Saint-Clair le Nyctalope devient Théo Sinclair l'Œil de la Nuit.
Le scénario de cette bande-dessinée s'appuie en grande partie sur le roman L'Assassinat du Nyctalope qui raconte les événements qui ont conduit Léo de Saint-Clair à devenir le Nyctalope.
Dans ses romans, La Hire se met lui-même en scène comme confident. Serge Lehman reprend l'idée en faisant du romancier, le fidèle compagnon du Nyctalope.

## Intrigue
Au début du XXe siècle, Théo Sinclair est un jeune aristocrate parisien de santé fragile, qui se passionne pour les sciences. Alors qu'il assiste à une conférence du célèbre Camille Flammarion sur la découverte d'une momie martienne, son père est agressé par des inconnus. Théo est alors entraîné, en compagnie de son ami romancier La Forge, sur les traces des agresseurs de son père.

## Personnages

### Personnages principaux
- Théo Sinclair. Jeune aristocrate parisien à la santé fragile, il se lance à la poursuite des agresseurs des son père.
- Guy de La Forge. Feuilletoniste de son métier, il est également l'ami de Théo Sinclair qu'il suit dans ses aventures.
- Eve de Verneuil. Petite-amie de Théo, elle est également la fille de Louis de Verneuil le Ministre de la Marine.
- Marco. Majordome de Théo Sinclair, il accompagne son patron dans son aventure.
- Docteur Al-Mansour. Détective psychique qui travaille pour tous les gouvernements.
- Sonia Volkoff. Agent à la solde du mouvement anarchiste international responsable de l'agression du commandant Sinclair.
- Béla Khan. Agent à la solde du mouvement anarchiste international.
- Docteur Vogel-Kampf. Chirurgien amoral, il est le correspondant du docteur Al-Mansour à Genève.

### Personnages littéraires secondaires
- Commandant Sinclair. Commandant de la marine à la retraite, il est l'inventeur du Mercure-X, une mystérieuse invention révolutionnaire qui attire les convoitises. C'est à la suite de son agression que Théo commence son aventure.
- Arsène Lupin. Sous l'identité du prince Paul Sernine, le gentleman cambrioleur assiste à la conférence de Camille Flammarion pour commettre ses larcins.
- Louis de Verneuil. Ministre de la marine et père d'Eve, la fiancée de Théo.
- Marthe. Soubrette de la famille Sinclair.
- Ardavena. Fakir indien qui traque son rival le docteur Al-Mansour.
- Frédéric. Cette créature munie de trois bras et aux jambes robotiques a été créée par le docteur Vogel-Kampf pour le servir.

### Personnages historiques
- Gaston Leroux. Biographe de Rouletabille, il assiste à la conférence de Camille Flammarion.
- Maurice Leblanc. Confident d'Arsène Lupin, il assiste à la conférence de Camille Flammarion.
- Gustave Le Rouge. Secrétaire de Robert Dravel, il assiste à la conférence de Camille Flammarion.
- Camille Flammarion. Célèbre astronome qui donne une conférence à la Sorbonne sur la récente découverte d'une momie martienne.
- Georges Clemenceau. Ministre de l'Intérieur surnommé le Tigre, il se rend à la Villa Sinclair après l'agression du commandant Sinclair.
- Alphonse Bertillon. Directeur de l'anthropométrie criminelle qui étudie le corps du commandant Sinclair après son agression.

## Résumé

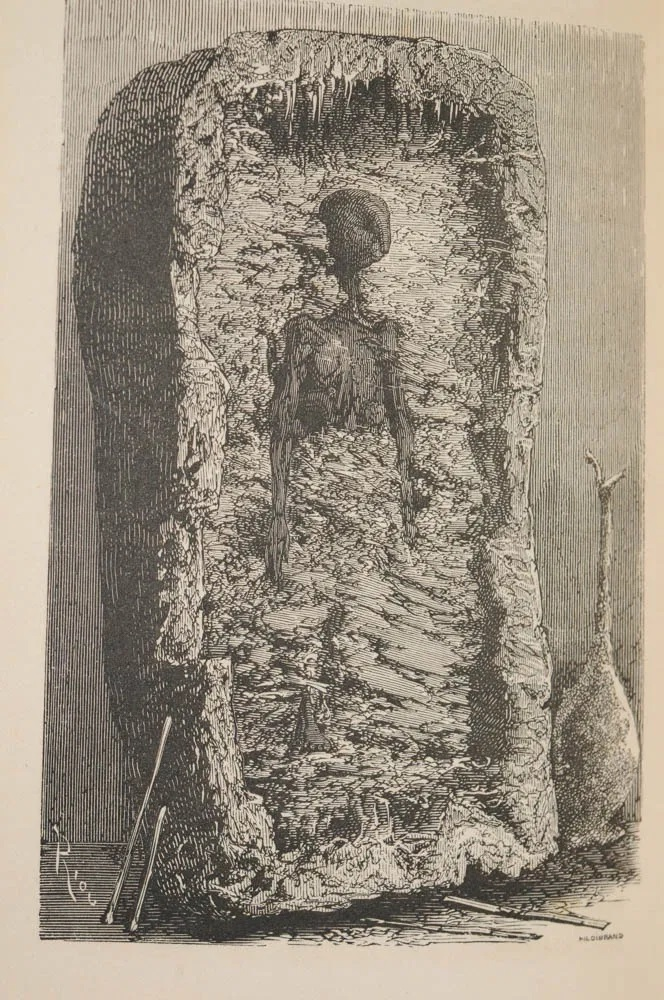
La conférence que donne Camille Flammarion à la Sorbonne sur la découverte d'une momie martienne récemment découverte est une référence au roman Un Habitant de la planète Mars d'Henri de Parville. Illustration d'Édouard Riou.

Théo Sinclair part en compagnie de sa fiancée Eve Verneuil et de son ami La Forge assister à une conférence à la Sorbonne donnée par Camille Flammarion. L'astronome présente à son auditoire une momie martienne, nouvellement découverte, parée de bijoux. Soudain, une coupure de courant plonge la salle dans l'obscurité pendant quelques minutes, puis lorsque les lumières sont rallumées, l'assistance remarque la disparition des bijoux. En sortant de la Sorbonne, Théo surprend des individus en train de lui voler son automobile et les prend en chasse. Retrouvant son automobile vide près des quais de Seine, il tombe d'épuisement. Son voisin de siège à la conférence, le prince Sernine arrive alors auprès de lui et lui ôte de sa poche, les bijoux qu'il y avait caché. Il enlève son masque et montre sa véritable identité : Arsène Lupin.
De retour chez lui, il trouve son père inanimé. Le lendemain, alors que sa maison est étudiée par les forces de l'ordre, le ministre de l'Intérieur Georges Clemenceau confie à Théo que son père a été victime d'une agression est lié au Mercure-X, une mystérieuse invention du Commandant Sinclair. Accompagné de son valet de chambre, Marco, et de La Forge, Théo se rend auprès du docteur Al-Mansour afin que celui-ci l'aide à se rappeler le visage des agresseurs de son père qu'il a croisé en allant la conférence de Flammarion.
Le docteur Al-Mansour hypnotise Théo pour qu'il dessine les portraits des deux agresseurs de son père. Le docteur reconnaît les deux individus comme étant Sonia Volkoff et Béla Khan, des agents à la solde du mouvement anarchiste international dont la base se trouve à Genève. Ils décident de se mettre aussitôt à leur poursuite.
Accueillis à Genève par le docteur Vogel-Kampf, celui-ci emmène Théo, La Forge et Marco au château de Chillon, quartier-général de Sonia Volkoff et Béla Khan. Cependant durant leur intrusion, ils se font rapidement surprendre et Théo reçoit une balle dans le crâne. Celle-ci ne le tue pas mais a endommagé un nerf optique le rendant nyctalope. Grâce à sa vue nocturne, Théo parvient à s'échapper en entrainant ses deux compagnons. Malheureusement, après avoir retrouvé le docteur Vogel-Kampf, Théo fait un arrêt cardiaque et meurt dans les bras de ses amis.
Le docteur Vogel-Kampf le ramène chez lui et tente une greffe d'un cœur artificiel sur lequel il travaille depuis plusieurs années.

## Clins d'œil
- Comme dans la série La Brigade chimérique, les auteurs font côtoyer leurs personnages littéraires et des personnages historiques du début du XXe siècle. Ainsi, Jean de La Hire (sous le nom de La Forge) retrouve ses confrères feuilletonistes, Gaston Leroux, Maurice Leblanc et Gustave Le Rouge venus assister à la conférence de l'astronome Camille Flammarion[4].
- Arsène Lupin, le héros de Maurice Leblanc, rencontre Théo avant sa transformation en l'Œil de la Nuit et pressent sa célèbre destinée : « Dissipez les ténèbres, Théo Sinclair. Devenez vous-même ».
- La momie martienne est une référence au roman Un Habitant de la planète Mars (1865) de Henri de Parville[4].
- Le personnage du docteur Al-Mansour est issu d'un autre roman de Jean de La Hire, La Roue fulgurante (1908), dans lequel il apparaît sous le nom du docteur Ahmed-Bey.
- Le fakir Ardavena est issu du Prisonnier de la planète Mars (1908) de Gustave Le Rouge.